# Lola Rogge
Lola Rogge (* 20. März 1908 in Altona; † 13. Januar 1990 in Hamburg) war eine deutsche Tänzerin, Choreografin und Pädagogin.

## Leben und Leistungen
Sie begann 1925 eine Tanzausbildung an der 1922 gegründeten Hamburger Tanzschule Rudolf von Labans, die von Albrecht Knust geleitet wurde. 1927 legte sie hier ihr Examen ab und wurde zugleich Knusts Assistentin. Noch im selben Jahr gründete sie einen Bewegungschor, der sich „Vereinigung zur Pflege der Bewegungslehre Laban“ nannte, woraus später die „Altonaer Laban-Schule Lola Rogge“ wurde. 
Rogge tanzte in Labans Choreografien und gründete 1928 auch einen Kinder-Bewegungschor. 1931 kam ihr erstes großes Schulwerk Der Rattenfänger von Hameln zur Aufführung. Im selben Jahr heiratete sie ihren musikalischen Mitarbeiter Hans Meyer.

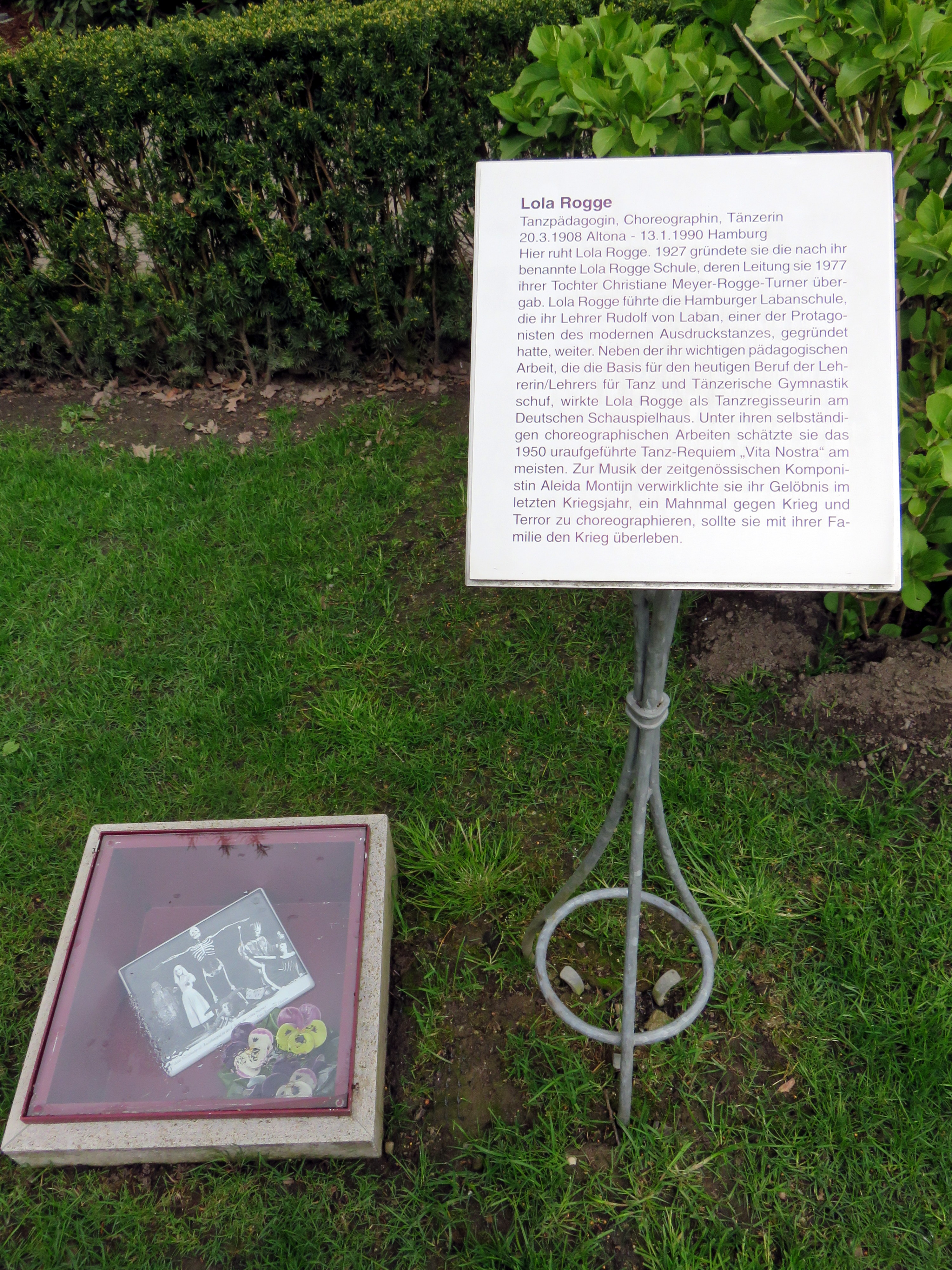
Gedenkstätte im Garten der Frauen auf dem Friedhof Ohlsdorf (seit 2016)

Anfang der 1930er Jahre trat Lola Rogge auch Rundfunk auf. So hielt sie am 4. Dezember 1930 den Vortrag „Gymnastik und Laientanz als soziale Frauenarbeit“ und führte am 29. Januar 1931 einen Dialog mit Claire Henrika Weber zu diesem Thema. 1938 präsentierte sie Leibesübungen sowie Gymnastik für die Hausfrau.
1932 führte sie Regie in Albert Talhoffs Totenmal bei einer Aufführung im Gewerkschaftshaus, 1933 bei der Uraufführung von Thyll, nach dem Roman Legende vom Ulenspiegel des belgischen Dichters Charles de Coster als abendfüllendes Tanzspiel im Altonaer Theater.
1934 übernahm sie als Nachfolgerin von Knust die Leitung der Hamburger Laban-Schule. 1935 folgte die Uraufführung von Die Amazonen im Staatlichen Schauspielhaus in Hamburg, 1939 die Uraufführung von Die Mädcheninsel. Zugleich arbeitete Rogge am Deutschen Schauspielhaus bis 1959 als Choreographin.
Im Rahmen der zweiten Deutschen Tanzfestspiele 1935 präsentierte Lola Rogge „ein chorisches Werk mit Gesang und Orchester, in das auch solistische Stellen verwoben worden sind“.
Seitdem haben tausende Kinder, Jugendliche und Erwachsene die Lola Rogge Schule besucht. Zurzeit gibt es 752 Laienschülerinnen und -schüler, die 78 unterschiedliche Tanzkurse besuchen. 1950 brachte sie ihr szenisches Oratorium Vita Nostra heraus, 1954 den Lübecker Totentanz in der Marienkirche zu Lübeck. 
1977 übergab Lola Rogge die Leitung der Schule ihrer Tochter Christiane Meyer-Rogge. Auch ihre jüngere Tochter Andrea Meyer-Rogge wurde Tanzpädagogin. Seitdem haben 678 Berufsfachschülerinnen und -schüler ihr staatliches Examen erfolgreich abgelegt.
Lola Rogge wurde auf dem Friedhof Ohlsdorf beerdigt. Ihre Grabstelle liegt in einer Rasenfläche ohne Stein am Ausgang des dortigen Gartens der Frauen, doch es wurde eine Erinnerungstafel für sie angebracht.
Seit 2004 haben mehr als 100 Personen in pädagogischen Berufen die 1-jährige Weiterbildung der Lola Rogge Schule „T-an-S – Tanz an Schulen“ mit einem Zertifikat abgeschlossen.
Mit 5 Choreographien in der Michaeliskirche, u. a. für den Fernsehgottesdienst „Brot für die Welt“ 2003, für die tänzerische Eröffnung der Internationalen Gartenschau 2013 in Hamburg oder für die 2014 aufgeführte „Friedensmesse“ im Hamburger Michel trat die Lola Rogge Schule mit ihren Berufsfachschülern unter der künstlerischen Leitung von Christiane Meyer-Rogge-Turner, über den reinen Schulrahmen hinausgehend, auch öffentlich in Erscheinung.

## Auszeichnungen
1983 erhielt sie die Biermann-Ratjen-Medaille. Seit 2013 gibt es ihr zu Ehren den Lola-Rogge-Platz in der Hamburger Hafencity.